# Cerapachys niger
Cerapachys niger é uma espécie de formiga do gênero Cerapachys.